# Михайло Шойфет
Михайло Шойфет рос. Михаил Семёнович Шойфет, нім. Michael Shoyfet; 26 серпня 1947 — 22 жовтня 2013) — гіпнотерапевт, гіпнолог, автор оригінальної методики психофізичної саморегуляції. Письменник, член Спілки Журналістів Москви (Росії). Автор книг «Тренінг психофізичної саморегуляції» (2003 р.), «Сто Великих Лікарів» (2004, 2005, 2006, 2008 р.), «Нерозкриті таємниці гіпнозу» (2006 р.), «Гіпноз: злочинці і жертви» (2009 р.), безлічі публікацій з історії і практики гіпнозу, розділу фізіології «вищої нервової діяльності». Як гіпнотизер став родоначальником сценічного гіпнозу в Росії. Набув широкої популярністі в 1980-х роках завдяки виступам на сцені з програмою «Театр гіпнозу».

## Біографія
- Народився в м. Відень (Австрія): Бельведерегассе-8, будинок фрау Брамбауер.
- У 1980 р. створив Театр гіпнозу, перше театралізоване музичне шоу гіпнозу в Радянському Союзі, з яким працював з 1985 по 1992 рік у Московської обласної філармонії.
- 21.09.1994 року Московська реєстраційна палата зареєструвала ТОВ «Театр Психологічної Допомоги Михайла Шойфета».
- В кінці 1990-х років викладав в Інституті психології РАН.
- З 2001 по 2003 рік вів рубрику «Вчіться панувати собою» в тижневику АіФ «Здоров'я».
- Вів літературну та науково-просвітницьку діяльність в області гіпнології, був популяризатором гіпносугестивної методи.

Театралізовані сеанси гіпнозу М. Шойфета користувалися великою популярністю. Під впливом гіпнозу глядачі починали грати навіяні Шойфетом ролі. Число учасників доходила до трьохсот чоловік. За оцінками преси, це були одні з наймасштабніших демонстрацій гіпнозу, що проводилися будь-коли. Спектаклі тривали до п'яти годин. Під час вистави він читав лекції і навчав самогіпнозу всіх учасників вистав. Здійснювалося також навчання технікам психологічного самопрограмування, спрямованим на поліпшення творчих, фізичних та інших здібностей. За повідомленнями преси, участь у подібних сеансах справляла сприятливу дію на психіку людини, дозволяло розкріпачитися і набути впевненості в собі. Вистави театру його гіпнозу неодноразово висвітлювалися в центральній пресі (тижневики «Тиждень», «Сім'я», «Собеседник», газети «Московський комсомолець», «Комсомольська правда», «Гудок», «Российские вести», «Російська газета» тощо) і на телебаченні. Заступник директора Інституту психології РАН доктор психологічних наук професор В. М. Дружинін відзначає його високі заслуги в галузі популяризації гіпнозу, в залученні уваги публіки до цього явища, називаючи його «класиком вітчизняного гіпнозу».

## Твори
- (рос.)Шойфет М. С., Самогипноз. Тренинг психофизической саморегуляции [Архівовано 4 серпня 2016 у Wayback Machine.]. — 2003.
- (рос.)Шойфет М. С., Нераскрытые тайны гипноза. — М.: РИПОЛ классик, 2006. — 608 с.: ил. — ISBN 5-7905-4136-4.
- (рос.)Шойфет М. С., Гипноз: преступники и жертвы. — 2010.
- (рос.)Шойфет М. С., Психофизическая саморегуляция. Большой современный практикум. — 2010.
- (рос.)Шойфет М. С., 100 великих врачей. — Вече, 2011. — 525 с. — (100 великих). — ISBN 5953358717, ISBN 9785953358712..
- (рос.)Шойфет М. С., Медиумы и спириты. — 2011. — ISBN 978-5-699-44280-5.